# Ritorno a Brideshead (film)
Ritorno a Brideshead (Brideshead Revisited) è un film del 2008 diretto da Julian Jarrold, basato sull'omonimo romanzo di Evelyn Waugh scritto nel 1945. Sulla base del romanzo di Waugh era già stata realizzata un'omonima serie televisiva nel 1981.
Il film è stato distribuito nelle sale cinematografiche italiane il 26 giugno 2009.

## Trama
1925. Charles Ryder è un giovane di ceto medio originario di Paddington, che sogna di diventare pittore e studia storia all'Università di Oxford. All'università stringe amicizia con Sebastian Flyte, un raffinato e spregiudicato omosessuale dedito all'alcol. Sebastian appartiene alla facoltosa e nobile famiglia Marchmain, che disapprova fortemente il suo stile di vita. Charles accetta l'invito di Sebastian e si reca alla grandiosa dimora della famiglia, chiamata Brideshead, il ragazzo rimane affascinato dallo sfarzo di Brideshead e dallo stile di vita dei Marchmain. Viene accolto dalla madre di Sebastian, Lady Marchmain, e ha modo di conoscere il fratello maggiore di Sebastian, Bridey, e le sorelle più piccole, Cordelia e Julia.
Quando Lord Marchmain invita Sebastian e Julia a Venezia, Lady Marchmain spinge Charles ad accompagnarli, nella speranza che possa essere un influsso positivo per suo figlio. Durante la permanenza in Italia, Charles inizia a nutrire un interesse per Julia, e furtivamente la bacia in una calle di Venezia, ignaro che Sebastian li sta osservando dal lato opposto del canale. Geloso delle attenzioni di Charles verso sua sorella, il ragazzo tronca l'amicizia e fa ritorno in Inghilterra. Una volta tornati a casa, la religiosa Lady Marchmain deve fare i conti con il rapporto tra Charles e Julia, resasi conto che quel ragazzo non può sposare sua figlia, in quanto egli si professa ateo.
Lady Marchmain inoltre è sempre più preoccupata per l'alcolismo del figlio, ed è ignara che Sebastian ha appena accettato del denaro da Ryder, con il quale acquista degli alcolici. Quando Sebastian si presenta ubriaco e vestito in modo inappropriato ai festeggiamenti per il fidanzamento tra Julia e il canadese Rex Mottram, Lady Marchmain accusa Charles e gli dice che non è una persona più gradita a Brideshead. Sebastian fugge in Marocco, dove successivamente viene raggiunto da Charles, che in cerca dell'amico, lo ritrova gravemente ammalato e incapace di tornare in Inghilterra. Qualche tempo più tardi, dopo una lunga malattia, Lady Marchmain muore.
Diversi anni dopo, Charles si è sposato ed è diventato un pittore di successo. Un giorno su una tratta oceanica che dall'Inghilterra si dirige in Sud America, incontra Julia, i due si rendono presto conto di amarsi ancora e decidono di lasciare i rispettivi coniugi per vivere assieme in Italia. Charles torna a Brideshead per convincere il marito di Julia a lasciarla, Rex, il marito della donna, accetta la proposta in cambio di due preziosi dipinti di Charles, Julia è inorridita e arrabbiata per essere stata trattata come una merce di scambio. Inaspettatamente un morente Lord Marchmain fa ritorno a Brideshead assieme a Cara, per trascorrere i suoi ultimi giorni nella sua vecchia dimora. Durante quel periodo Lord Marchmain, da sempre ateo, scopre la fede e muore serenamente da cattolico, Julia prende questo come un segno e decide di non sposare più Charles.
Diversi anni dopo, Charles è diventato un disilluso capitano dell'esercito e Julia presta servizio nella riserva e Brideshead è da tempo disabitata, dopo essere stata requisita delle forze armate.

## Produzione
Inizialmente i ruoli principali dovevano essere interpretati da Paul Bettany, Jude Law e Jennifer Connelly sotto la regia di David Yates, ma quando al regista è stata affidata la regia di Harry Potter e l'Ordine della Fenice, lasciò la regia a Julian Jarrold, che scelse attori differenti da quelli previsti.